# Howie B
Howard Bernstein (n. Glasgow, Escocia, 2 de marzo de 1966), profesionalmente conocido como Howie B, es un músico y productor quien ha trabajado con artistas como Björk, Tricky, Carlos Ann y U2. Con esta última banda formó parte del proyecto Passengers.

## Discografía
Álbumes
- Music for Babies (1996)
- Turn the Dark Off (1997)
- Snatch (1999)
- Sly and Robbie drum & bass Strip to the Bone by Howie B (1999)
- Folk (2001)
- Another Late Night: Howie B (DJ mix, 2001)
- Fabric Live 05 (DJ mix, 2002)
- Last Bingo in Paris (2004)
- Music for Astronauts and Cosmonauts (2006)
- Howie B vs Casino Royale: Not in the Face - Reale Dub Version (2008)
- Good Morning Scalene (2010)
- Down with the Dawn (2014)

### Como productor discográfico
- East 17 – All I Want
- Tricky – Aftermath
- Tricky – Ponderosa
- Björk – Post
- Tricky – Maxinquaye
- Everything but the Girl – Flipside
- Adam Clayton & Larry Mullen, Jr. –  Theme from Mission: Impossible
- U2 – Pop
- Björk – Homogenic
- Overunit Machine – Ungod EP
- Casino Royale – Reale